# Вулиця Попівка (Черкаси)
Ву́лиця Попівка — вулиця в Черкасах.

## Розташування
Починається від вулиці Сурікова, простягається на південь, впирається у вулицю Героїв Холодного Яру. Вулиця є частиною Черкаської об'їзної дороги, тому за різними джерела її довжину відмічають або 3070 м — від вулиці Сурікова, або 5210 м — від моста над залізницею, де проходить межа міста.

## Опис
Вулиця широка, повністю асфальтована.

## Походження назви
За радянських часів вулиця мала назву вулиця Колгоспна через безпосереднє сусідство із селом Хутори і належність до мікрорайону Колгоспний (вул.Колгоспна, Тітова, Полтавська). Сучасна назва — із 2016 року, пов'язана з тим, що на місці мікрорайону Колгоспний на початку ХХ ст. знаходився хутір Попівка.

## Будівлі
По вулиці розташовані лише приватні будинки на ділянці від вулиці Сурікова на 490 м. Вони не розташовані безпосередньо по вулиці, а знаходяться дещо віддалено і перед ними існує паралельна вулиці під'їзна дорога.